# カトープレジャーグループ
株式会社カトープレジャーグループは、レジャー事業開発、飲食店、ホテル等を営む東京都港区の企業で大阪府、東京都にうどん店「つるとんたん」などを展開している。
ヒューリックと共同で「ふふ」のブランド名で小規模高級旅館を展開している。2007年12月に「熱海 ふふ」、2018年10月に「ふふ河口湖」、2020年6月に「ふふ奈良」、2020年10月に「ふふ日光」を開業している。

## 事業
官民共同公共事業
- 牛滝温泉 いよやかの郷（大阪府岸和田市、管理運営受託）
- 心と体の癒しの森 るり渓温泉（京都府南丹市）
- きれいな海と四季旬味 長崎温泉 やすらぎ伊王島（長崎市）

ホテル事業
- オキナワグランメールリゾート（沖縄市） -
- Kafuu Resort Fuchaku CONDO・HOTEL （沖縄県国頭郡恩納村）
- AQUASENSE Hotel & Resort （沖縄県国頭郡恩納村）
- 赤沢温泉郷（静岡県伊東市）[4]

ラグジュアリー旅館
- ふふ箱根（神奈川県足柄下郡箱根町）
- 箱根 翠松園（神奈川県足柄下郡箱根町）
- ふふ熱海（静岡県熱海市）
- ATAMI 海峯楼（静岡県熱海市）
- ATAMI せかいえ（静岡県熱海市）
- ふふ河口湖（山梨県富士河口湖町）
- ふふ日光
- ふふ京都
- ふふ奈良

スパ事業
- テルマー湯

レストラン事業
- 麺匠の心つくし つるとんたん（大阪及び東京）
- 雅しゅとうとう（大阪市・堂島）
- 日本料理 赤坂紙音（東京都・赤坂）
- 九州の旬 博多廊（福岡市・大名）
- 高台寺茶寮（京都市・東山）
- 日本の旬の味 百膳（羽田空港）
- みっちゃん総本店(新橋・東京ソラマチ)

エンターテイメント事業
- Mt.RAINIER HALL SHIBUYA PLEASURE PLEASURE（東京都渋谷区）
- CBGKシブゲキ!!（同上）

## グループ会社
子会社のみ記載。
- 株式会社ケー・エキスプレス
- 株式会社KPG HOTEL & RESORT
- 株式会社大阪屋形船
- 株式会社赤沢温泉郷
- 株式会社赤沢漁業
- 株式会社京屋酒造

## テレビ番組
- おとなのえほん（1992年-1995年、サンテレビ、スポンサー。「チャペルCLUB」名義の時期あり）
- 日経スペシャル カンブリア宮殿 大人気うどん店から豪華リゾートホテルまで　これが大繁盛店のつくり方だ！（2012年12月6日、テレビ東京）[5]

## 書籍

### 関連書籍
- 加藤友康『変貌する欲望空間　ラブホテルレヴォリューション』鹿砦社、1995年3月20日。ISBN 4846300730。
- 加藤友康『成功する人 成功へのプロデュース思考』元就出版社、2000年5月17日。ISBN 9784906631483。
- 加藤友康『事業。復活のシナリオ』元就出版社、2005年2月28日。ISBN 9784861060236。
- 加藤友康『世界一楽しい仕事 「事業不敗」のヒント』幻冬舎、2008年5月12日。ISBN 9784344996311。
- 加藤友康『経営者が欲しい、本当の人材 就職、転職に役立つ成功の法則』〈ワニブックスPLUS新書〉2012年11月8日。ISBN 9784847065361。
- 加藤友康『世界一楽しい仕事をしよう！ KPG METHOD』ワニブックス、2015年4月1日。ISBN 9784847093357。